# Festiwal Sztuki Faktu
Festiwal Sztuki Faktu – festiwal organizowany w Toruniu, poświęcony sztuce reportażu w Telewizji Polskiej i jej twórcom; promujący tzw. gatunki misyjne TVP, takie jak: dokument, reportaż, czy też teatr faktu.

## Charakterystyka
W programie festiwalu znaleźć można pokazy premierowe filmów dokumentalnych, koncerty, panele z udziałem krytyków i historyków, przeglądy, m.in. spektakli Teatru Telewizji opartych na prawdziwych zdarzeniach.
Dyrektorem artystycznym Festiwalu Sztuki Faktu od 2013 roku jest Jacek Snopkiewicz.
Organizatorami Festiwalu Sztuki Faktu są Miasto Toruń oraz Toruńska Agenda Kulturalna.

## Edycje

### 2013 rok
Pierwsza edycja festiwalu odbyła się w dniach 11 – 13 kwietnia 2013 roku.
Ostatni dzień festiwalu zakończył się Galą Wręczenia Nagród, podczas której zaprezentowano spektakl „Scena świata” oparty na tekstach Ryszarda Kapuścińskiego. W jury festiwalu zasiedli: Lidia Duda, Jacek Bławut, Marek Miller, Irena Piłatowska-Mądry i Beata Kubiczek.
- Nagrodę w kategorii film dokumentalny – Janos Krawczyk za film „Matka 24h”
- Nagrody w kategorii reportaż otrzymali:
  - I miejsce (Grand Prix) – Adam Bogoryja-Zakrzewski za reportaż „Spór o kładkę”
  - II miejsce ex aequo – Sebastian Napieraj i Adam Barwiński za reportaż „Dzikun” oraz Beata Hyży-Czołpińska za reportaż „Jest taka cierpienia granica”[2]

### 2014 rok
Druga edycja festiwalu odbyła się w dniach 10 – 12 kwietnia 2014 roku.
- Nagrodę w kategorii film dokumentalny – Andrei Kutsila i Vyachaslau Rakitski za film „Miłość po białorusku”
- Nagrody w kategorii reportaż otrzymali:
  - I miejsce (Grand Prix) – Adam Barwiński za reportaż „Król Edward”
  - II miejsce – Alicja Grzechowiak za reportaż „Jan sokolnik”
  - III miejsce – Łukasz Kowalski za reportaż „Egzamin z człowieczeństwa”[3]

### 2015 rok
Trzecia edycja festiwalu odbyła się w dniach 24 – 26 kwietnia 2015 roku.
- Nagrodę w kategorii film dokumentalny otrzymali:
  - I miejsce – Katarzyna Trzaska za film „Maksimum przyjemności”
  - II miejsce – Magdalenie Gwóźdź i Rozalii Romaniec za film „Uczcie się Polski”
  - III miejsce – Arkadiusz Gołębiewski za film „Dzieci kwatery Ł”
- Nagrody w kategorii reportaż otrzymali:
  - I miejsce (Grand Prix) – Barbara Jendrzejczyk za reportaż „Matka trzymaj się”
  - II miejsce – Andrzeja Buchowskiego za reportaż „Tarnowiec bardzo nasz”[4]

### 2016 rok
Czwarta edycja festiwalu odbyła się w dniach 3 – 5 listopada 2016 roku.
- Nagrodę w kategorii film dokumentalny otrzymali:
  - I miejsce – Anton Tsialezhnikau (Biełsat TV) za film „Pędzle zamiast karabinów”
  - II miejsce – Iwona Poreda-Łakomska (TVP1) za film „Bałtycki poker. W co gra Putin?”
  - III miejsce – Agnieszka Niedojad (TVN, Superwizjer) za film „Kordian”
- Nagrody w kategorii reportaż otrzymali:
  - I miejsce (Grand Prix) – Rafał Stańczyk i Jarosław Giermaziak (TVP Info) za reportaż „Faszyści w okopach”
  - II miejsce ex aequo – Bertold Kittel, Jarosław Jabrzyk i Beata Biel (TVN) za reportaż „Jak kupiliśmy biling telefonu”, Fabian Zając (TVP2, Magazyn Ekspresu Reporterów) za reportaż „Złowieni na cudowny lek” oraz Dorota Kaczor-Miszkiewicz (TVP1, Obserwator) za reportaż „Murale”[5]

### 2017 rok
Piąta edycja festiwalu odbyła się w dniach 5 – 7 października 2017 roku.
- Nagrodę w kategorii „Reportaż telewizyjny” otrzymali:
  - I miejsce – Daniel Liszkiewicz (Uwaga! TVN) za reportaż „Nie tak wyobrażałam sobie starość”.
  - II miejsce ex aequo – Alicja Grzechowiak (TVP3 Białystok) za „To było przeznaczenie” oraz Wojciech Królikowski (TVP1) za „Okruszki”.
  - III miejsce ex aequo – Monika Skrzypczak (TVP2, Magazyn Ekspresu Reporterów) za reportaż „Taki trochę chory” oraz Marek Sygacz (Polsat News) za reportaż „Donbas – zapomniana wojna”.
- Wyróżnienia w kategorii „Reportaż telewizyjny” otrzymali:
  - Izabela Szukalska (TVP Katowice) za reportaż „Wolni poeci”.
  - Dorota Kaczor-Miszkiewicz (TVP3 Wrocław) za „Pogotowie Duszpasterskie”.
  - Witold Kornaś za zdjęcia w reportażu „Aleksander Rozenfeld – gramatyka nieobecności”.

Wyróżnienie honorowe zostało przyznane Aleksandrze Rek (TVP) za reportaż „Zdzinku, kim ty chcesz w życiu zostać?”. Wręczono również dyplom honorowy zespołowi „Uwaga! TVN”, za jakość, nowatorskie rozwiązania, dociekliwość i nieustępliwość dziennikarską oraz wrażliwość społeczną.
- Nagrody specjalne Festiwalu Sztuki Faktu otrzymali:
  - Biełsat TV.
  - Zuzanna Grajcewicz za etiudę dokumentalną „Wycinka”.

Wyróżnienie w kategorii „Debiut reporterski” otrzymały Hela Oborska oraz Aleksandra Szczęsna za reportaż „Sumo”.
Nagrodę Dyrektora TVP2 dla młodego reportera otrzymała Monika Meleń.